# Aurigny Air Services
Aurigny Air Services — авіакомпанія, що базується на Нормандських островах і належить уряду Гернсі. Неофіційно вона вважається національною авіакомпанією островів (острови не можуть мати офіційну національну авіакомпанію, так як вони не є незалежною державою).
Aurigny Air Services здійснює пасажирські і вантажні перевезення між самими островами, а також між Нормандськими островами і аеропортами Франції та Великої Британії.
Порт приписки авіакомпанії — Гернсі. Додаткові хаби — Олдерні, Джерсі.

## Історія
Компанія була заснована 1 березня 1968 року. У липні 1971 року Aurigny Air Services стала першим комерційним експлуатантом літаків типу Britten-Norman Trislander. Aurigny Air Services залишається найбільшим користувачем літаків цього типу.
Спочатку компанія належала Aurigny Aviation Holdings. 23 березня 2000 року Aurigny Air Services була куплена Close Brothers Private Equity, але незабаром, 15 травня 2003 року, авіакомпанія була викуплена урядом Гернсі.
Станом на 2007 рік в авіакомпанії працює приблизно триста чоловік.

## Маршрути

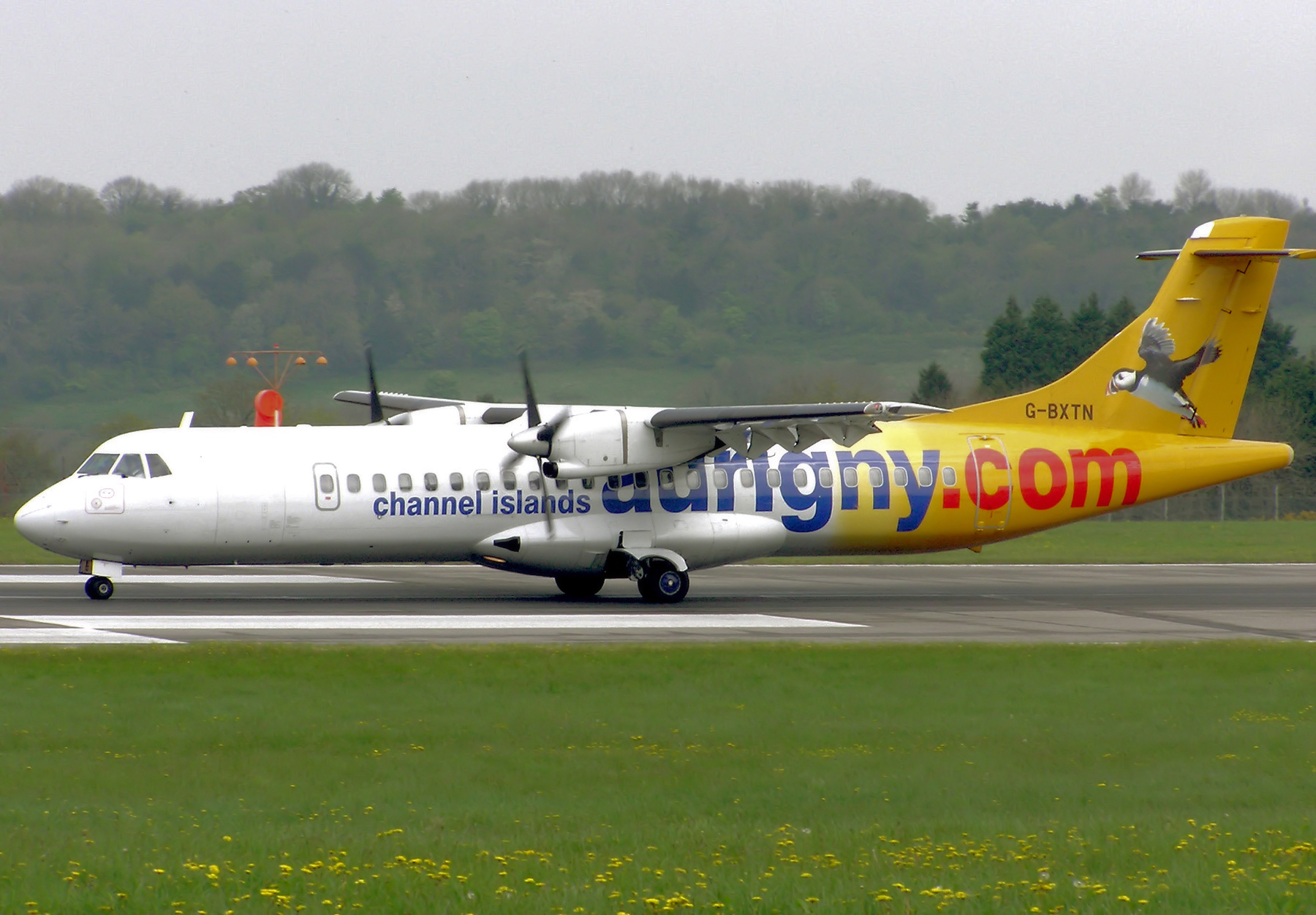
Aurigny Air Services ATR 72-200 в аеропорту Бристоля

Станом на 2007 рік компанія обслуговує такі аеропорти:
- Нормандські острови:
  - Олдерні (Аеропорт Олдерні)
  - Гернсі (Аеропорт Гернсі, вузол маршрутної мережі)
  - Джерсі (Аеропорт Джерсі)

- Велика Британія:
  - Бристоль (Міжнародний аеропорт Бристоль)
  - Лондон (аеропорт Гетвік і аеропорт Стенстед)
  - Манчестер (Аеропорт Манчестер)
  - Саутгемптон (Аеропорт Саутгемптон)

- Франція
  - Динар (аеропорт Дbнар — Плюрту] — Сен-Мало)

Внутрішні рейси (між Нормандських островів) триває зовсім недовго, переліт Гернсі — Джерсі займає 15 хвилин, переліт Гернсі — Олдерні — 12 хвилин. При цьому на обох маршрутах вильоти відбуваються щопівгодини.
Крім транспортних рейсів, Aurigny Air Services також проводить повітряні прогулянки-екскурсії.

## Флот

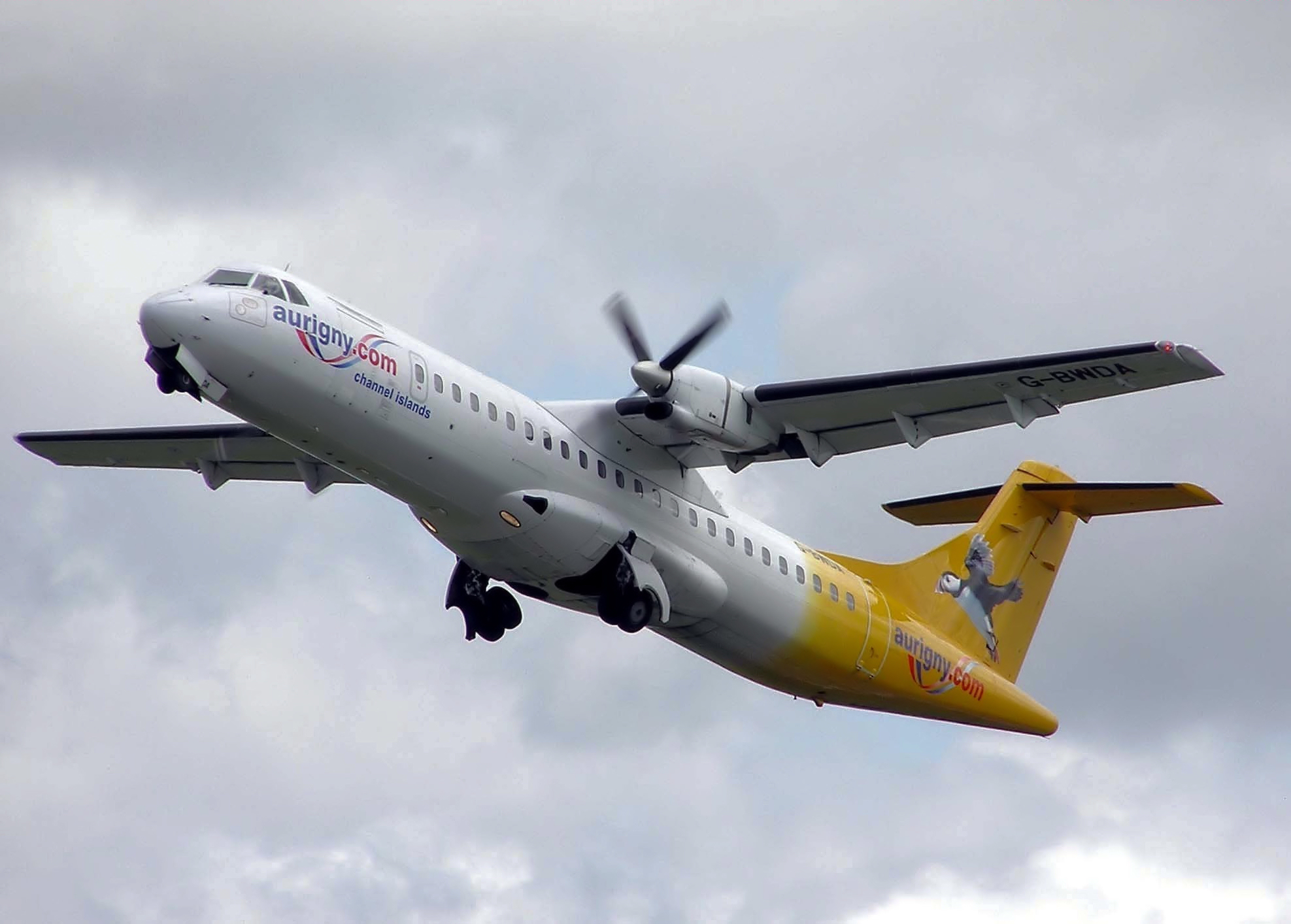
Aurigny Air Services ATR 72-200 на зльоті

на листопад 2016 року повітряний флот авіакомпанії Aurigny Air Services становили такі літаки:
| Тип літака              | В експлуатації | Замовлено | Пасажирських місць | Примітки                            |
| ATR 42-500              | 1              | —         | 48                 |                                     |
| ATR 72-500              | 3              | —         | 72                 |                                     |
| Dornier Do 228          | 3              | —         | 18                 | На заміну Britten-Norman Trislander |
| RUAG Aviation Do 228 NG | 1              | 1         | 19                 | На заміну Britten-Norman Trislander |
| Embraer 195             | 1              | —         | 122                |                                     |
| Разом                   | 9              | 1         |                    |                                     |

На внутрішніх рейсах використовуються тільки літаки Britten-Norman Trislander. Ці гвинтові тримоторні літаки можуть перевозити 17 пасажирів з максимальною швидкістю 267 км/год. На рейсах у Велику Британію і Францію частіше використовуються літаки ATR 72-200, перевозять до 36 пасажирів зі швидкістю до 393 км/год.
Раніше всі літаки Aurigny Air Services мали повністю жовту ліврею, сучасна ліврея — біло-жовта.